# Dhara Rivera
Dhara Rivera (Puerto Rico, 1952) es una artista multidisciplinar.

## Biografía
Dhara Rivera estudió humanidades (Universidad de Puerto Rico, 1973) y Artes Visuales (Pratt Institute, Nueva York, 1980). Continuó sus estudios de maestría en el Hunter College de la misma ciudad (1983) y participó en el programa para jóvenes artistas respaldado por el Whitney Museum de Nueva York (1980/1983).
En todas estas escuelas, Rivera se formó como artista de forma interdisciplinar en varias escuelas de Nueva York, gracias a este aspecto la artista puertorriqueña tiene un amplio abanico en formatos, materiales y medios en su obra artística, aunque su medio por excelencia es la instalación.
Aparte de los estudios ya nombrados, Dhara Rivera realizó estudios de posgrado (espacio público) en la Universidad de Barcelona en el período comprendido entre 2001 y 2003.
Más tarde, participó en el proyecto de Arte Urbano de San Juan (Puerto Rico) y el de Arte Público de Puerto Rico, para la creación de áreas de juego a través de la escultura enfocado a la infancia de las escuelas públicas (2004).

## Obra
Influenciada por la obra de Louise Bourgeois o Mona Hatoum, la obra de Rivera se articula a base de conceptos opuestos a través de la creación de fronteras de dichos conceptos. Estas fronteras se basan entre lo doméstico y lo social, lo público y lo íntimo-personal, la memoria y la actualidad. Así pues, la artista puertorriqueña nos habla siempre de las fronteras entre éstos conceptos, creando y/o buscando una representación al problema que crean dichos conceptos límites en la sociedad.
Hace ya unos años, Rivera se ha interesado por explorar los límites, las distancias que separan o juntan al individuo, a la naturaleza y a la sociedad, intentando buscar y no dejar nunca la cara más humana para crear.
A partir de dichos conceptos, Rivera formaliza a través de diversos medios, como puede ser la instalación artística, la escultura pública o la acción performatica.
Su obra es próxima al medio ambiente, en cuanto al respeto y diálogo.

## Visión de la artista
Declaraciones de Dhara Rivera en el 2007:

La mirada, más que la forma o el asunto, es lo que dirige mi trabajo. Una cierta mirada: aquella que se detiene en lo que es el borde, el filo, ese lugar o momento siempre escurridizo e incierto. Ese punto mismo donde una cosa se vuelca en su contrario, o simplemente, en otra cosa. Van siempre a la par la fascinación por el reto de atrapar lo inatrapable, por pillar un posible orden estable, y el reconocimiento de la futilidad del esfuerzo. De ahí la tensión subyacente al trabajo. 
Cósimo, el Barón Rampante de Calvino, es mi representación predilecta de ese ángulo evanescente: huido a los árboles para siempre pero con sus formas sociales en banderola. No es lo cuenta Cósimo lo que hace la novela. Es su condición liminal autoimpuesta e inventada lo que importa, y lo que cuestiona. Es propuesta y pregunta en sí misma. 
Comparto su plataforma. 
Luego, en lo concreto, mi trabajo se desarrolla a través de la yuxtaposición de materiales dispares, en la creación de formas híbridas o en la construcción de espacios dialógicos de apertura al juego y a lo imprevisto-dirigido. En fin, en todo aquello donde se pueda introducir la persecución del fantasma del ‘fulcro’, de ese medio imaginado e impertinente.

## Exposiciones
Entre sus exposiciones más notables, se encuentran:
Amor y Terror de la Palabra realizada en el Museo de Arte e Historia de la capital de Puerto Rico, San Juan (1992).
Maquinolandera, en el Museo de Arte de Puerto Rico  en la misma ciudad (1999), la cual ganó un premio como reconocimiento a la mejor exposición por parte de la Asociación de Críticos de Arte de Puerto Rico.
Un oasis en el desierto azul, expuesta en la Fundación Miró (Espai 13) en la ciudad de Barcelona (2000), dentro del ciclo colectivo titulado El Sótano y el Jardín, la artista puertorriqueña reflexionó sobre sus intereses habituales, con la obra Un Oasis en el Desierto Azul, en dicha exposición, la artista destacó a través de una instalación, las fronteras entre el espacio público y el espacio íntimo, la ambigüedad entre aquello real y aquello imaginario, creando una reflexión sobre el exterior y el interior dentro de cada persona y a la vez, dentro de la sociedad, entre lo que se fragua en el inconsciente y lo que se constituye físicamente en la vida exterior.
Ha participado también en la Bienal de la Habana (1999-2000).